# Gaius Oppius Hermes
Gaius Oppius Hermes war ein antiker römischer Toreut (Metallbearbeiter), der in der ersten Hälfte des 1. Jahrhunderts in Italien tätig war.
Gaius Oppius Hermes ist heute nur noch aufgrund von drei Signaturstempeln auf Bronzekasserollen bekannt. Die Signatur lautet lateinisch C OPPI HERMA, ergänzt zu C(ai) Oppi Herma(). Mit Fundorten in Italien, Polen und Siebenbürgen sind die drei Stücke recht weit gestreut. Mit Publius Oppius Priscus und Oppius gibt es zu etwa derselben Zeit und in ähnlicher Region zwei weitere Toreuten aus der Gens der Oppier.
1. Bronzekasserolle; gefunden in Pompeji; heute im Deposito Archeologico Pompei.[1]
2. Bronzebadschale; gefunden in einem Grab in Stefankowice, Hrubieszów, Polen; ehemals im Museum Kircherianum, heute in den Musei di Antichità Classiche der Vatikanischen Museen in der Vatikanstadt.[2]
3. Bronzekasserolle; gefunden in Măguri-Răcătău, Kreis Cluj, Region Siebenbürgen, Rumänien; heute im Complexul Muzeal Ion Borcea in Bacău.[3]

## Einzelbelege
1. ↑  Inventarnummer 5498; Richard Petrovszky: Studien zu römischen Bronzegefäßen mit Meisterstempeln. Leidorf, Buch am Erlbach 1993, S. 282, Nr. O.01.01.
2. ↑  Inventarnummer ?; Richard Petrovszky: Studien zu römischen Bronzegefäßen mit Meisterstempeln. Leidorf, Buch am Erlbach 1993, S. 282, Nr. O.01.02; CIL 15, 7078.
3. ↑  Inventarnummer 7773; Richard Petrovszky: Studien zu römischen Bronzegefäßen mit Meisterstempeln. Leidorf, Buch am Erlbach 1993, S. 282, Nr. O.01.03.

| Personendaten    | Personendaten                              |
| ---------------- | ------------------------------------------ |
| NAME             | Oppius Hermes, Gaius                       |
| ALTERNATIVNAMEN  | Hermes, Gaius Oppius                       |
| KURZBESCHREIBUNG | antiker römischer Toreut                   |
| GEBURTSDATUM     | 1. Jahrhundert v. Chr. oder 1. Jahrhundert |
| STERBEDATUM      | 1. Jahrhundert oder 2. Jahrhundert         |